# Typhlops koshunensis
Typhlops koshunensis là một loài rắn trong họ Typhlopidae. Loài này được Oshima mô tả khoa học đầu tiên năm 1916.